# JaG-14/10
JaG 14/10 (in het Russisch: Исправительное учреждение общего режима ЯГ-14/10) is een Russisch strafkamp van 'gewoon regime' gelegen in de regio Tsjita, ruim 5000 kilometer van Moskou, nabij de stad Krasnokamensk.
Het strafkamp werd in 1967 geopend en de gevangenen werden destijds ingezet in een van de grootste uraniumverwerkingsfabrieken van de Sovjet-Unie, Priargoensky, alsook in de nabijgelegen uraniummijn Streltsovskoje. Het gebied was toen een gesloten stad (Zato).
Hoewel de ongeveer 1000 gevangen van het kamp nu niet meer in die industrie tewerk worden gesteld, is de gehele omgeving radioactief vervuild. Volgens een woordvoerder van het kamp 'ligt het kamp op 20 kilometer afstand van de mijn en zijn de niveaus van vervuiling niet hoog'. De niveaus zijn echter wel hoger dan normaal.
In oktober 2005 werd de Russische oligarch Michail Chodorkovski in het kamp geplaatst om daar de resterende 6 jaar van zijn straf wegens belastingontduiking uit te zitten. In december 2006 werd hij overgeplaatst naar een gevangenis in Tsjita.